# Spel met de rechter
Spel met de rechter is een hoorspel van Alain Franck. Première comparution werd op 20 oktober 1968 door France Inter (ORTF) uitgezonden, in 1969 als toneelstuk opgevoerd en het jaar daarna op de TV vertoond. Josephine Soer vertaalde het en de TROS zond het uit op zaterdag 3 november 1973 (met een  herhaling op zaterdag 31 mei 1980). Het hoorspel duurde 50 minuten.

## Rolbezetting
- Hans Tiemeyer (Jaladieu, rechter van instructie)
- Pleuni Touw (Arlette)

## Inhoud
Een 19-jarig meisje wordt opgepakt wegens winkeldiefstal. Het lijkt een routinegeval, het meisje bekent snel. In het onderzoek naar haar motieven stuit de rechter op merkwaardige feiten en op leugens. De zaak mondt uit in moord…